# Brzoskwinie i gruszki
Brzoskwinie i gruszki (fr. Nature morte aux pêches et aux poires) – obraz Paula Cézanne’a, namalowany w latach 1890–1894. Obecnie mieści się w Muzeum Sztuk Pięknych im. Puszkina w Moskwie.
Jedna z wielu martwych natur, w których widać nowatorstwo artysty. Cézanne rezygnuje z wiernego oddania zróżnicowanej faktury drewna czy skórki owoców, a także z linearnej perspektywy. Ukazanie owoców jako brył geometrycznych było niejako wytyczeniem drogi późniejszym dokonaniom kubistów.